# Махасамадхи
Махасамадхи (да не се бърка със Самадхи) в Индийските религии е състоянието, в което съзнателно се напуска физическото тяло. Реализираният йоги(н), който е постигнал състоянието Нирвикалпа Самадхи, когато е време, съзнателно ще излезне от тялото си. Това се нарича Махасамадхи, което не е физическата смърт, която се случва на непросветлено същество, човек или животно. Махасамдхи също не бива да се уеднаквява със самоубийство. Напреднали практикуващи се подготвят за Махасамадхи диференциално с практиката си в самадхи: където се подготвят за съзнателната смърт и напускането на тялото.
Махасамадхи настъпва само веднъж: когато осъщественият практикуващ или йоги реши да напусне смъртното си тяло и когато кармата е погасена.
Махасамадхи се постига само ако практикуващият или йоги е достигнал фазата на недвойственост, която се нарича Нирвикалпа Самадхи където двойствеността между субекта и обекта вече не съществува.
Всеки реализиран йоги или практикуващ влиза в Махасамадхи по уникален начин. Блакман (1997 г.) дава няколко примера.
|  | Тази страница частично или изцяло представлява превод на страницата Mahasamadhi в Уикипедия на английски. Оригиналният текст, както и този превод, са защитени от Лиценза „Криейтив Комънс – Признание – Споделяне на споделеното“, а за съдържание, създадено преди юни 2009 година – от Лиценза за свободна документация на ГНУ. Прегледайте историята на редакциите на оригиналната страница, както и на преводната страница, за да видите списъка на съавторите. ВАЖНО: Този шаблон се отнася единствено до авторските права върху съдържанието на статията. Добавянето му не отменя изискването да се посочват конкретни източници на твърденията, които да бъдат благонадеждни. |